# Тіньовий бан
Тіньовий бан (також прихований бан, тіньове блокування, приховування коментарів, англ. shadowban, shadow banning, stealth banning, ghost banning, comment ghosting) — техніка блокування контенту користувача в онлайн-співтоваристві, яка не дозволяє користувачеві відразу усвідомити той факт, що його якимось чином обмежили.

## Як це працює
Механіка дії такого бану подібна потрапляння в чорну діру: користувач бачить контент інших користувачів, але сам не може передавати будь-яку інформацію з «чорної діри». З точки зору користувача, якого забанили у такий спосіб, нічого не відбувається, «горизонт подій» перетинається непомітно: жодних повідомлень про бан, як правило, не надходить. Користувач має ілюзію можливості створювати контент на ресурсі (наприклад, дописи на форумі чи коментарі у соцмережі), проте цей контент НЕ буде видно іншим користувачам. Тобто сам користувач бачить свої дописи, а з точки ж зору інших користувачів, їх не існує. Блокувальник розраховує на те, що користувач вирішить, що його ігнорують і покине ресурс.

## Виявлення і методи протидії
Регулярно виходити з облікового запису і перевіряти існування створеного контенту. Існує ймовірність, що блокувальник буде застосовувати агресивні методи ідентифікації користувача (наприклад: Canvas Fingerprinting, куки, локальні спільні об’єкти, DOM-сховище, пікселі стеження та ін.), і доведеться змінити IP-адресу, браузер або ж використовувати інший пристрій (наприклад, зайти на ресурс зі смартфона замість комп'ютера). Перед застосуванням блокування можливі попередження про порушення правил користування ресурсом.

## Відомі приклади
У середині 1980-х на форумах BBS, включаючи програмне забезпечення Citadel BBS, був «twit bit» для проблемних користувачів. Після вмикання обмеження користувач мав обмежений доступ і зазвичай все ще міг читати публічні дискусії; однак будь-які повідомлення, розміщені цим «дурником» (англ. twit), не показувалися іншим користувачам цієї групи.
Майкл Пріор із компанії Fog Creek Software описав прихований бан на онлайн-форумах у 2006 році і розповів, як це працювало у системі менеджменту проєктів FogBugz з метою «вирішити проблему того, як змусити людину піти і залишити тебе в спокої». Окрім запобігання участі проблемних користувачів у флеймі, система також відлякувала спамерів, які, при поверненні на сайт, опинилися б під хибним враженням, що їхній спам все ще діє. The Verge описує це як «один із найдавніших модераційних трюків з підручника», зазначаючи, що ранні версії vBulletin мали глобальний список ігнору, відомий як «Tachy goes to Coventry» як у британському вислові «послати когось у Ковентрі», тобто ігнорувати їх і робити вигляд, що їх не існує.
Оновлення 2012 року на Hacker News запровадило систему такого бану щодо спаму та образливої поведінки.
Відомо, що Craigslist «примарив» індивідуальні оголошення користувача: дописувач отримує електронного листа з підтвердженням і може переглядати оголошення у своєму обліковому записі, але оголошення не відображається на відповідній сторінці категорії.
На початку існування Reddit реалізував подібну функцію, спочатку розроблену для вирішення проблеми спамних облікових записів. У 2015 році Reddit додав функцію призупинення облікового запису.
У 2016 році виявилося, що WeChat банить публікації та повідомлення, які містять певні ключові слова, без попередження.
У дослідженні, де було опрацьовано твіти з 2014 по початок 2015 року, виявлено понад чверть мільйонів твітів, які були цензуровані у Туреччині шляхом тіньового блокування. У 2015 році стало відомо, що Twitter також приховує твіти, що містять злиті документи, у США.
Явище було помічено в Instagram в 2017 році; деякі публікації є недоступними для людей під час пошуку хештегів.